# Église Sant'Eligio degli Orefici
L'église Sant'Eligio degli Orefici est une église de Rome qui se situe dans le rione Regola de Rome.

## Histoire
Sant'Eligio degli Orefici fut initialement conçue par Raphaël en 1509, sans doute en association avec Bramante, pour la Guilde des orfèvres lorsqu'ils se sont séparés de la Guilde des charpentiers en 1509 ; elle était dédiée à leur saint patron Éloi. L'édifice a été achevé par Baldassare Peruzzi et Bastiano da Sangallo en 1575.
En dehors du travail sur la Basilique Saint-Pierre, il s'agit de la seule église de Rome qui, bien que partiellement, peut être attribuée avec certitude à Raphael. C'est alors une croix grecque avec coupole, sans ornement autre que ses lignes pures et une inscription en lettres superbes autour de l'œil de la coupole. Très vite, cette beauté mathématique dépouillées qui dépendait de l'harmonie des proportions sembla dépourvue d'émotion, de l'érudition des citations qu'offrait l'adaptation des formes décoratives classiques tardives ; les murs nus et les volumes vides furent revêtus d'ornements.
La façade originale s'écroula en 1601 et fut réédifiée en 1620 par Giovanni Bonazzini.
Son dôme est attribué à Baldassare Peruzzi et la coupole fut peinte par Raphaël, dans un style ressemblant à celui de Bramante.
La façade actuelle, datant du début du XVIIe siècle, est de Flaminio Ponzio.

## Description
L'intérieur de l'église est à croix grecque avec un dôme hémisphérique sur tambour architectural attribué à Baldassarre Peruzzi.
Les fresques de l'abside sont de Matteo da Leccio (Madonna fra i santi Stefano, Lorenzo ed Eligio « Vierge à l'Enfant entre les saints Étienne, Laurent et Éloi ») et Taddeo Zuccari (Prophètes et Apôtres).
Sur les autels latéraux on trouve à gauche une Nativité de Giovanni de Vecchi, et à droite une Adoration des rois mages de Giovanni Francesco Romanelli.
Le monument funéraire dédié à Giovanni Giardini di Forlì, académicien de San Luca, argentier des palais apostoliques, date de 1722.

En 1730 une copie est installée, celle de la stèle originale (qui se trouve via dei Penitenzieri), en mémoire de Bernardino Passeri, un orfèvre romain (un des membres fondateurs de l'édifice) mort en combattant les Lansquenets au rione Borgo en 1527, pendant le Sac de Rome.

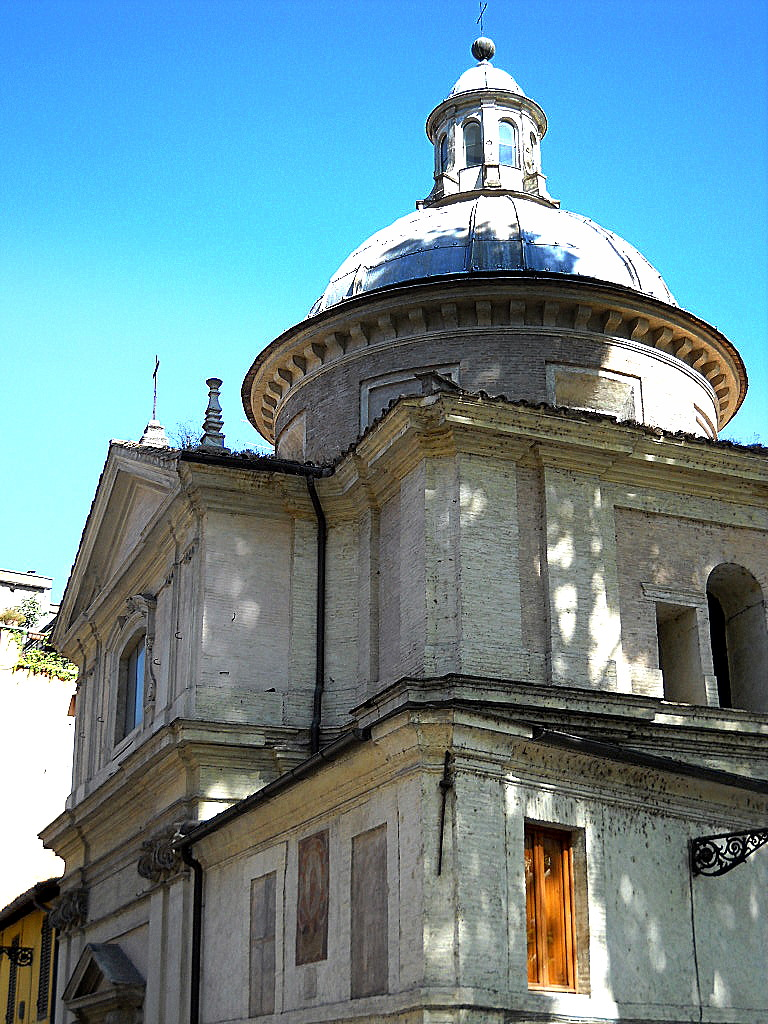
Dôme
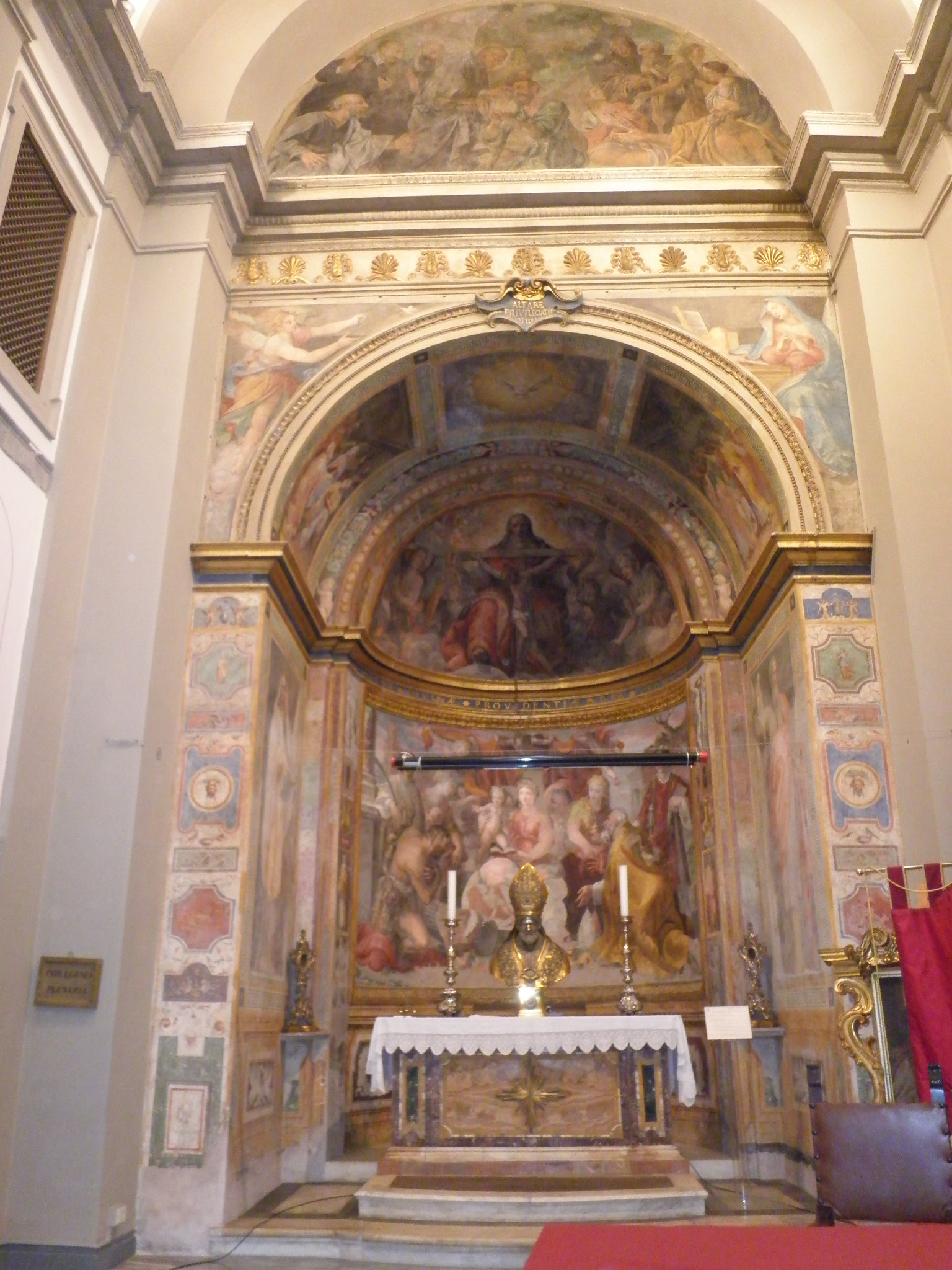
Autel
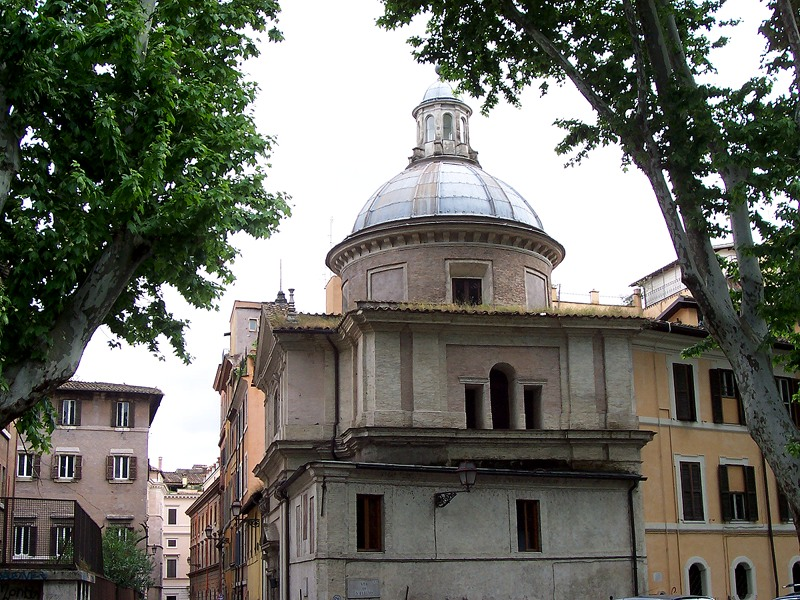
Vue de l'arrière
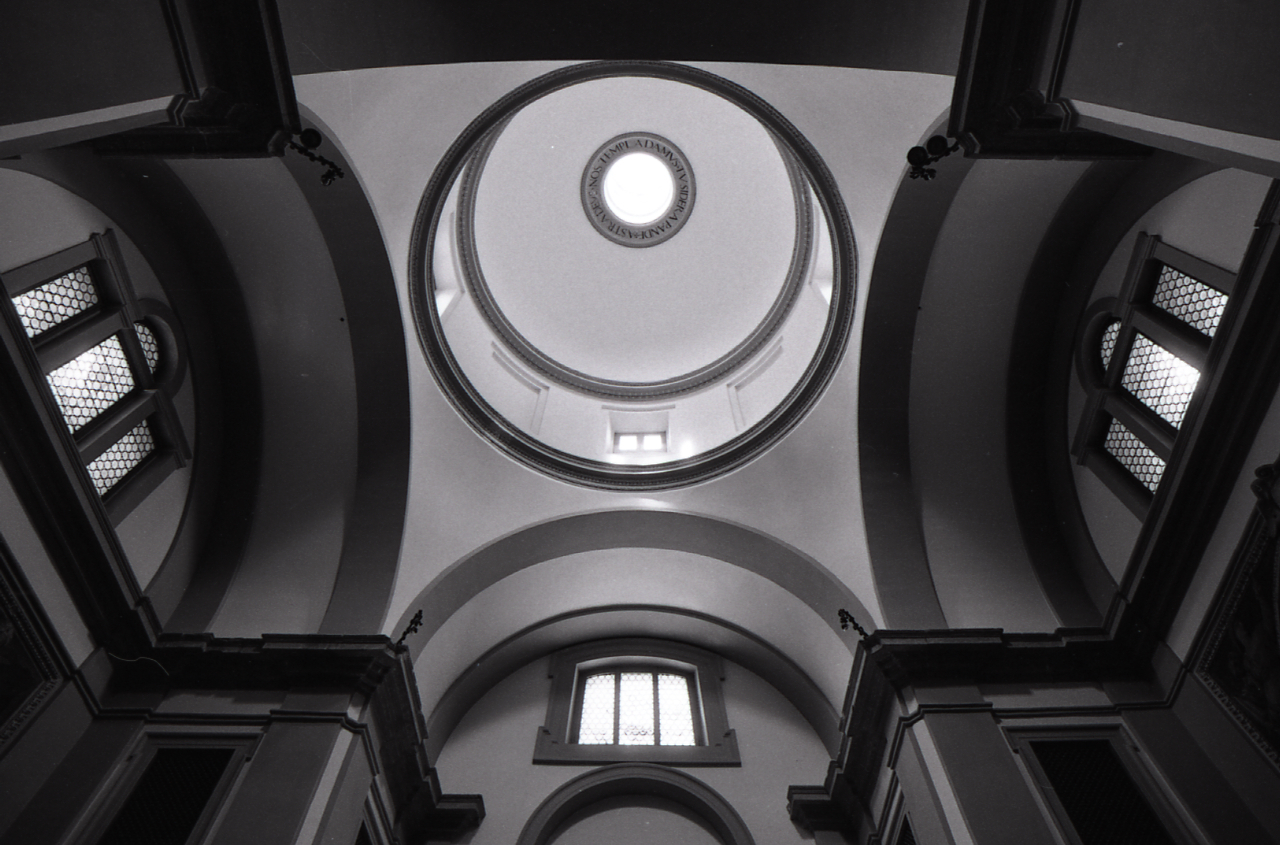

## Sources
- (it) Cet article est partiellement ou en totalité issu de l’article de Wikipédia en italien intitulé « Chiesa di Sant'Eligio degli Orefici » (voir la liste des auteurs).